# Roque Centurión Miranda
Roque Centurión Miranda (Carapeguá, 15 de agosto de 1900 - Asunción, 31 de enero de 1960) fue un dramaturgo, director de teatro y actor de teatro, radio y cine paraguayo.

## Primeros pasos
Sus padres fueron J.C. Centurión y de Francisca Miranda. Cursó estudios en el Colegio Nacional de Asunción y en 1926 se suma a la primera compañía paraguaya profesional -la Compañía Paraguaya de Comedias- que había nacido una década antes, y se enriquece de un creativo y entusiasta grupo de jóvenes actores y dramaturgos entre los que se encontraban Luis Ruffinelli, Miguel Pecci Saavedra, Francisco Martín Barrios, Facundo Recalde, Benigno Villa y Arturo Alsina.
El teatro en guaraní había surgido de la mano de los dramaturgos Francisco Martín Barrios, Benigno Villa, Rigoberto Fontao Meza y Félix Fernández. A este movimiento se le suman con obras bilingües Roque Centurión Miranda y Josefina Pla. 
En 1926 Roque Centurión Miranda vivió en Francia y en España mediante una beca de estudios de perfeccionamiento en teatro.

## Teatro paraguayo
Comenzó trabajando como actor y se dedicó de lleno a la formación de elencos teatrales. Representando las figuras de los protagonistas llevó a escena obras extranjeras y algunas paraguayas. En 1926 escribió su primera pieza teatral, Cupido sudando, una comedia en tres actos. La estrenó con su elenco, mereciendo el reconocimiento del público y el aplauso de la crítica. Más tarde, en 1932, en colaboración con Josefina Plá escribió Episodios chaqueños. Y luego Tuyú, en guaraní -drama en tres actos en que Miranda abordaba el tema de 4 la sordidez y el egoísmo de la retaguardia, mientras en las trincheras chaqueñas se derramaba la sangre joven de los soldados paraguayos. Este drama considerado por la crítica como la piedra angular del teatro en guaraní; fue estrenada, con enorme suceso, en 1933.

## Obras teatrales
En 1939 se inició un ensayo de teatro radial. Sus impulsores fueron Centurión Miranda y Josefina Plá, fundadores de Proal, diario etéreo, en la definición de Carlos R. Centurión. Allí se conoció, entre otras, la obra Desheredado que pertenece a ambos autores.
Poco después de la firma de paz de la Guerra del Chaco nació el grupo La Peña, que, a través de la radio, intentó promover el teatro y tenía como protagonistas a Centurión Miranda, Arturo Alsina, Hérib Campos Cervera, Clotilde Pinho y Josefina Plá. 
En 1938-1939 este grupo de entusiastas artistas creó el diario literario radial Proal. Desde este programa se transmitían fragmentos de obras escritos por uno de estos dramaturgos como La hermana impaciente, La hora de Caín y Desheredado.
Alternando las funciones de actor y autor, en 1942, en colaboración otra vez con Josefina Plá, escribió varias obras entre las que se citan La hora de Caín, María Inmaculada, Aquí no ha pasado nada, Un sobre en blanco o Paréntesis, La huella, Pater familias y Porasy, libreto de una ópera en guaraní, en cuatro actos y un epílogo y música del compositor checoeslovaco Otakar Platil. Estas piezas le valieron a Centurión Miranda premios instituidos por diversas entidades, entre ellas el Ateneo Paraguayo y el Ministerio de Instrucción Pública. Con ellas conquistó el respeto de la crítica y el público. 
De su producción son también, a más las ya citadas piezas teatrales, Che tapyi, La vida comienza mañana y José de Antequera y Castro, entre otras.
En 1950 se funda, con su decidido impulso, la Escuela Municipal de Arte Escénico. Centurión Miranda trabaja en ella como director, y actúa. Escribe Alsina: “Un destello de amanecer irradia de la madurez del hombre que ha vivido esperando este momento cenital... Lo vi en su primera actuación en 1919, casi un niño; ya anciano, lo volví a ver, encarnando a Fausto en la comedia dramática de Figueredo. Cuarenta años de pasión y gloria del teatro: creación y sacrificio. Entrega total del ser al ideal...”
Roque Centurión Miranda falleció en Asunción, Paraguay, el 31 de enero de 1960. Actualmente, la escuela municipal de teatro de Asunción que él fundó lleva su nombre y es uno de los centros fundamentales de formación de nuevas generaciones de actores y directores de teatro del Paraguay.

## En cine
Centurión Miranda fue parte de una prolífica generación de actores paraguayos y, definitivamente, la primera en acceder a producciones cinematográficas. El hombre de teatro participó en el filme La sangre y la semilla (1959), El trueno entre las hojas (1958) y Codicia (1955).
Filmada en el Paraguay, específicamente en la ciudad de Itauguá, La sangre y la semilla contó con la dirección de Alberto Du Bois, el guion de Mario Halley Mora y Augusto Roa Bastos. En este proyecto Centurión Miranda compartió escena con un elenco conformado por Olga Zubarry, Romualdo Quiroga, Celia Elías, Mercedes Jané, José Guisone, Carlos Gómez, Ernesto Báez, César Álvarez Blanco, Rafael Rojas Doria y la música del maestro Herminio Giménez. El estreno tuvo lugar el 12 de noviembre de 1959. 
El trueno entre las hojas, coproducción paraguayo-argentina, quizá la obra más renombrada de la trayectoria cinematográfica de Centurión Miranda. La película fue dirigida por el argentino Armando Bó sobre guion del escritor Augusto Roa Bastos. Fue filmada en el Paraguay, principalmente en el obraje de Fassardi, en el Departamento del Guairá. El elenco incluyó, además de la actuación de su director, a verdaderas estrellas del cine argentino de esa década como Isabel Sarli. Actuaron también Andrés Laszlo, Ernesto Báez, Félix Ribero, Luis Leguisamón, Eladio Martínez, Leandro S. Cacavelos, Aníbal Romero, Matías Ferreira Díaz, Javier Franco, Alejo Vargas, Nieves Esquivel, Tabú, Adolfo Cuellar, Luis Guastalla, Kika Da Silva, Manuel E. B. Argüello, Guillermo Ketterer, Rafael Rojas Doria, Amador García y César Álvarez Blanco. El estreno tuvo lugar el 2 de octubre de 1958 en Buenos Aires.
Codicia, coproducción paraguayo-argentina, fue dirigida por Catrano Catrani sobre guion de Félix C. Pelayo. Fue filmada en la ciudad de San Antonio, en el Paraguay. Se estrenó el 29 de junio de 1955. Comparten la pantalla con Roque Centurión Miranda, Jacinto Herrera, Sara Antúnez, María Selva, Guillermo Battaglia, Leandro S. Cacavelos, Martín Ramos y Ernesto Báez.

## Filmografía[1]
- 1955: Codicia.
- 1958: El trueno entre las hojas.
- 1959: La sangre y la semilla.